# Meta dvojno povečan dodekaeder
| Meta dvojno povečan dodekaeder | Meta dvojno povečan dodekaeder      |
| ------------------------------ | ----------------------------------- |
|                                |                                     |
| Vrsta                          | Johnsonovo telo J59-J60-J61         |
| Stranske ploskve               | 2+2.4 trikotnikov 3.2+4 petkotnikov |
| Robovi                         | 40                                  |
| Oglišča                        | 22                                  |
| Dualni polieder                | -                                   |
| Konfiguracija oglišča          | 3(3.4.3.4) 2.3(32.6) 6(34.4)        |
| Simetrijska grupa              | C2v                                 |
| Lastnosti                      | konveksna                           |
| mreža telesa                   |                                     |

Meta dvojno povečan dodekaeder je eno izmed Johnsonovih teles (J60). Lahko ga obravnavamo tudi kot dodekaeder, ki ima dve petstrani piramidi pritrjeni na dve stranski ploskvi pri tem pa sta ločeni za eno stransko ploskev. Kadar sta piramidi na dodekaeder na drugačen način, dobimo povečan dodekaeder ali para dvojno povečan dodekaeder ali trojno povečan dodekaeder ali mali zvezdni dodekaeder.
V letu 1966 je Norman Johnson (rojen 1930) imenoval in opisal 92 teles, ki jih sedaj imenujemo Johnsonova telesa.